# Liste der Gedenktafeln in Berlin-Blankenburg
Die Liste der Gedenktafeln in Berlin-Blankenburg enthält die Namen, Standorte und, soweit bekannt, das Datum der Enthüllung von Gedenktafeln.
Die Liste ist nicht vollständig.

## Blankenburg
| Bild | Name                              | Standort         | Datum der Enthüllung |
| ---- | --------------------------------- | ---------------- | -------------------- |
|      | Ausländerkrankenhaus              | Bahnhofstraße 32 |                      |
|      | Max Sellheim                      | Sellheim-Brücke  |                      |
|      | Wohnlager für auswärtige Arbeiter | Bahnhofstraße 32 |                      |